# Neobombylodes multisetosus
Neobombylodes multisetosus är en tvåvingeart som först beskrevs av Friedrich Hermann Loew 1857.  Neobombylodes multisetosus ingår i släktet Neobombylodes och familjen svävflugor. Inga underarter finns listade i Catalogue of Life.